# RX J1856.5-3754
RX J1856.5-3754 (інші написання — RX J185635-3754, RX J185635-375) — нейтронна зоря в сузір'ї Південна Корона. Розташована на відстані приблизно 400 світлових років від Землі і є найближчою до нас нейтронною зорею, відкритою на сьогодні.

## Відкриття та положення на небі

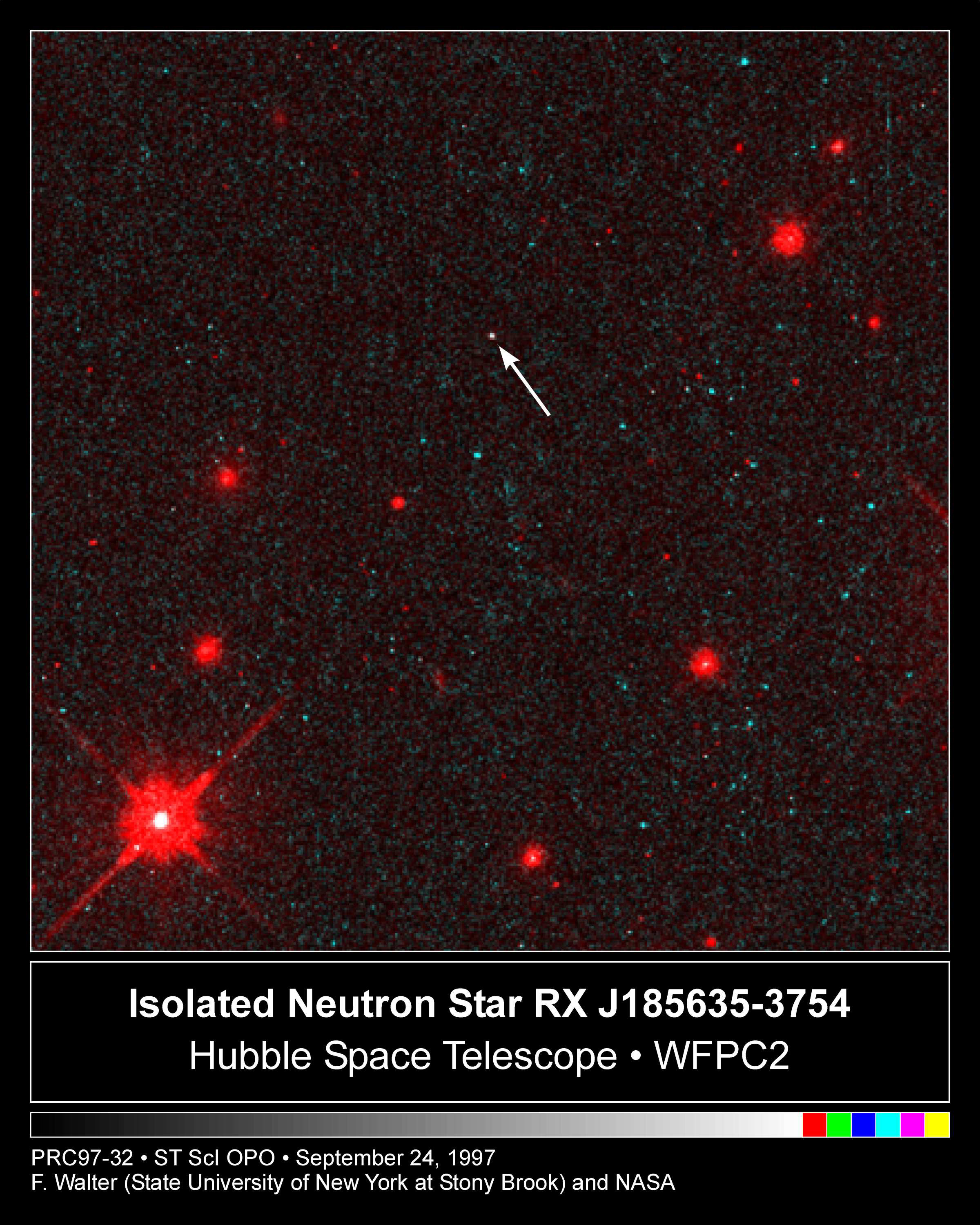
Зображення RX J1856.5-3754, зроблене телескопом «Габбл», — перше пряме спостереження ізольованої нейтронної зорі у видимому світлі.

Вважається, що нейтронна зоря RX J1856.5-3754 утворилася приблизно мільйон років тому після того, як її зоря-компаньйон вибухнула як наднова. Вона рухається по небу зі швидкістю 108 км/с. Вона була відкрита в 1992 році, а спостереження в 1996 році підтвердили, що це нейтронна зоря, найближча до Землі з усіх відкритих на сьогодні.
Спочатку вважалося, що зоря розташовується на відстані близько 150—200 світлових років, але подальші спостереження за допомогою рентгенівської обсерваторії «Чандра» у 2002 році вказують на те, що її відстань більша — близько 400 світлових років.
RX J1856.5-3754 є однією з «Чудової сімки» — групи молодих нейтронних зір, розташованих на відстані від 130 до 500 парсеків (420—1630 світлових років) від Землі.

## Гіпотеза про кваркову зорю
Астрономи, поєднавши дані рентгенівської обсерваторії «Чандра» та космічного телескопа «Габбл», оцінили, що RX J1856.5-3754 випромінює тепло як тверде тіло з температурою 700 000 °C і має діаметр близько 4–8 км. Цей розмір не узгоджується зі стандартними моделями нейтронних зір: він занадто малий. З огляду на це було висунуто гіпотезу, що це може бути кваркова зоря.
Однак здійснений пізніше уточнений аналіз вдосконалених спостережень «Чандри» і «Габбла» показав, що температура поверхні зорі нижча, лише 434 000 °C, а радіус більший — приблизно 14 км (спостережуваний радіус з урахуванням ефектів загальної теорії відносності становить приблизно 17 км). З огляду на це RX J1856.5-3754 тепер виключено зі списку кандидатів у кваркові зорі. Подальша уточнена оцінка паралакса призвела до коригування цього результату до {\displaystyle 12,1_{-1,6}^{+1,3}} км для справжнього радіуса (і близько 15 км для спостережуваного радіуса).

## Подвійне променезаломлення у вакуумі

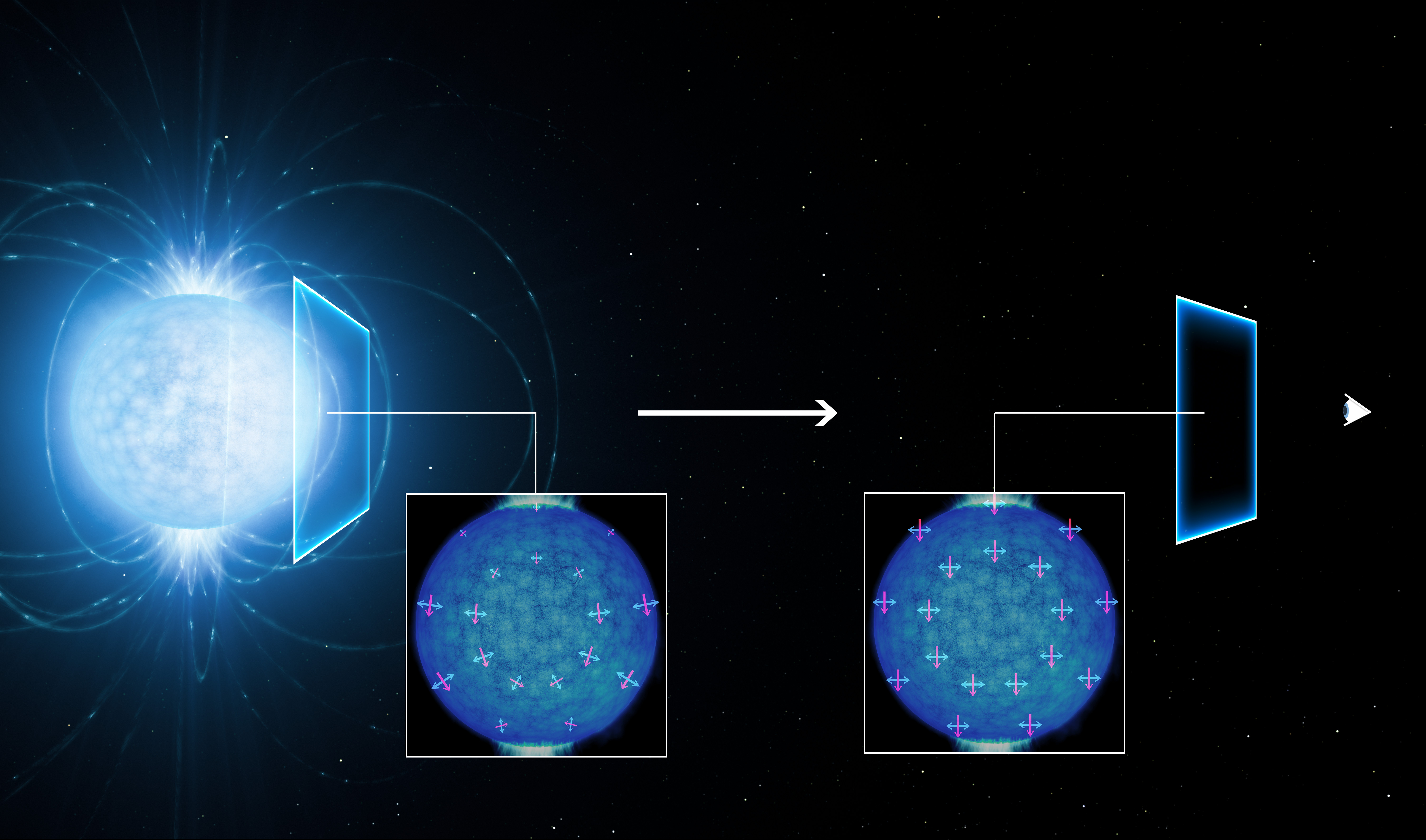
Поляризація спостережуваного світла в надзвичайно сильному магнітному полі свідчить про те, що порожній простір навколо нейтронної зорі піддається подвійному променезаломленню у вакуумі (бірефракції).

У 2016 році група астрономів з Італії, Польщі та Великої Британії, використовуючи дані, отримані за допомогою Дуже великого телескопа, повідомила про спостережувані ознаки подвійного вакуумного променезаломлення від RX J1856.5-3754. Ступінь поляризації, виміряний у видимому спектрі, становив близько 16 %, що є достатнім для підтвердження гіпотези, але недостатнім для остаточного висновку через низьку точність моделі зорі та невизначеність напрямку осі намагніченості нейтронів.
Його передбачуваний магнітний ефект 1013 Гс повинен давати більший ефект на довжині хвилі рентгенівського випромінювання, який можна буде виміряти за допомогою запланованих на майбутнє поляриметрів, як-от IXPE (НАСА), PRAXYS (НАСА) або XIPE (ЄКА).